# Кельдыубаев, Оналбай
Оналба́й Кельдыуба́ев (1901, аул № 6, Аулиеатинский уезд, Сырдарьинская область, Туркестанский край, Российская империя — неизвестно, совхоз «Меркенский», Меркенский район, Джамбулская область, Казахская ССР) — управляющий фермой овцеводческого совхоза «Меркенский» Министерства совхозов СССР, Меркенский район Джамбулской области, Казахская ССР. Герой Социалистического Труда (1948).

## Биография
Родился в 1901 году в крестьянской семье в ауле № 6 Аулиеатинского уезда. С раннего детства трудился в сельском хозяйстве. С 1924 года — милиционер в селе Мерке, с 1929 года — председатель аулсовета № 30. С 1931 года член ВКП(б). С 1932 года трудился бригадиром. В последующем избирался председателем колхозов «Ойтап» и «Кзыл кишлак». В 1947 году назначен заведующим фермой в овцеводческом совхозе «Меркенский».
В 1947 году труженики фермы собрали в среднем с каждого гектара по 31,8 центнеров пшеницы на площади 66 гектаров. Указом Президиума Верховного Совета СССР от 3 мая 1948 года удостоен звания Героя Социалистического Труда за «получение высоких урожаев пшеницы в 1947 году» с вручением ордена Ленина и золотой медали «Серп и Молот» (№ 1878).
Этим же указом званием Героя Социалистического Труда были награждены директор совхоза «Меркенский» Фёдор Яковлевич Кириенко, труженики фермы бригадир Нурульда Нельдыбаев и звеньевой Садвокас Рыспаев.
Неоднократно участвовал во Всесоюзных выставках ВСХВ и ВДНХ.
С 1952 года — председатель колхоза «Казахстан», в последующем — председатель колхоза имени Кирова Меркенского района.
После выхода на пенсию в 1966 году проживал в совхозе «Меркенский». Дата смерти не установлена.
Награды
- Герой Социалистического Труда
- Орден Ленина
- Орден «Знак Почёта» (11.01.1957)
- Медаль «За освоение целинных земель» (20.10.1956)
- Медали ВСХВ и ВДНХ.